# Pterolophia jugosa
Pterolophia jugosa là một loài bọ cánh cứng trong họ Cerambycidae.